# Esk Hause
Esk Hause est un col de montagne du Lake District, en Angleterre.

## Géographie
À Est Hause se rencontrent les chemins d'Eskdale, Borrowdale, Great Langdale (en) et Wasdale. Esk Hause est une première étape pour atteindre des sommets plus élevés, tels que Scafell Pike, Great End (en), Esk Pike (en) et Allen Crags (en), qui se trouvent tous à proximité. Deux sentiers se croisent à angle droit sur un plateau herbeux incliné, mais pas au sommet du plateau. Le sentier populaire Great Langdale-Wasdale se croise à une altitude de 727 m au niveau d'un abri mural ; c'est le plus bas des deux cols connus sous le nom d'Esk Hause, mais ce n'est en fait pas le vrai col, qui est 32 m plus haut. À 270 m de ce dernier, un col moins utilisé entre Eskdale et Borrowdale occupe la dépression entre Great End (910 m) et Esk Pike (885 m). Le « vrai » Esk Hause est le col le plus haut du Lake District (20 m plus élevé que le col Sticks qui traverse la chaîne Helvellyn près de Stybarrow Dodd), bien que le col Sticks soit communément qualifié de col le plus haut de Lakeland.
La source de la rivière Esk est proche d'Esk Hause.